# Karsten Hutwelker
Karsten Hutwelker (Wuppertal, 27 agosto 1971) è un allenatore di calcio ed ex calciatore tedesco, di ruolo centrocampista.

## Carriera

### Giocatore
Karsten Hutwelker comincia la sua carriera professionistica nel 1990 tra le file del Fortuna Düsseldorf. Nel 1993 si trasferisce all'SG Wattenscheid 09. Dopo aver disputato soltanto cinque partite, passa prima al Wuppertaler SV  e poi al Carl Zeiss Jena. Nel 1996 cambia nuovamente squadra, approdando al VfL Bochum. È proprio lì che Hutwelker festeggia i suoi maggiori successi da professionista. Nella prima stagione la squadra riesce a qualificarsi per la Coppa UEFA, competizione nella quale Hutwelker esordisce nella stagione 1997/98.
Dopo due stagioni al Bochum, passa al Colonia. Nel 1999 viene ceduto al Saarbrücken. Dopo mezza stagione giocata in prestito al Rot Weiss Ahlen nel 2001, Hutwelker lascia definitivamente il Saarbrücken nell'estate del 2002 per trasferirsi in Italia. A Firenze gioca nella neofondata Florentia Viola, collezionando dieci presenze nel campionato di Serie C2. A causa di alcune complicazioni durante la nascita di suo figlio decide di lasciare l'Italia dopo soli cinque mesi per tornare in Germania.
Dopo il ritorno in patria veste le maglie dell'Eintracht Braunschweig e del Jahn Regensburg. Dal 2004 al 2007 gioca nell'FC Augusta, dove nella stagione 2005/06 festeggia la promozione in Zweite Bundesliga. Dall'estate 2007 all'inverno 2008 Hutwelker si sposta in Austria all'Altach. Dopo la rescissione del contratto con la squadra austriaca, torna in Germania, dove passa dal TSC Euskirchen al VfB Süsterfeld, per poi finire la sua carriera da calciatore tra le file del Rot-Weiss Frankfurt.
Nel 1992 Hutwelker disputa una partita per la Nazionale Under-21 della Germania.

### Allenatore
La prima panchina su cui siede è quella del Vfb Süsterfeld (dove allo stesso tempo è giocatore) nel 2009.
Nel 2010, pur essendo ancora tesserato come calciatore nel Rot-Weiss Frankfurt, viene presentato come nuovo allenatore del Bonner SC. A causa dei problemi finanziari della società, la squadra non viene però ammessa alla Regionalliga, la quarta divisione tedesca. Hutwelker diventa così allenatore delle giovanili fino alla fine dell'anno.
Nell'aprile 2011 sottoscrive un contratto con l'SG Wattenscheid 09. Dopo neanche due mesi in Renania Settentrionale-Vestfalia, Hutwelker sostituisce, a partire dall'8 giugno, Michael Dämgen sulla panchina del Wuppertaler SV. Il 19 settembre viene esonerato non essendo riuscito a portare la squadra ai vertici della classifica della Regionalliga.

## Malattia
Nell'agosto del 2006 gli viene diagnosticato un cancro alla mandibola. A poco più di un mese dalla diagnosi Hutwelker viene operato all'Ospedale universitario della Charité.
Il 2 gennaio 2007 il calciatore riprende gli allenamenti e lavora per tornare a disposizione della sua attuale squadra, l'Augusta. Il 25 febbraio dello stesso anno torna a disputare una partita ufficiale. Al 44º minuto del secondo tempo della partita tra l'Augusta e il Karsruher, Hutwelker entra e festeggia il suo ritorno in campo.